# Doma (Dordonya)
|  | Aquest article tracta sobre un municipi francès. Vegeu-ne altres significats a «Doma (desambiguació)». |

Doma (en francès Domme) és una comuna francesa de 1.030 habitants situada al departament de la Dordonya, regió de la Nova Aquitània.
Al damunt d'un vertiginós penya-segat, la ciutat fortificada reial ofereix sobre la vall de la Dordonya un panorama excepcional. Voltada de muralles, la ciutat del segle xiii té un passat tumultuós il·lustrat per les seves portes fortificades i les seves torres que van servir de presó. També és interessant de descobrir la casa del batedor de moneda, la dels cònsols, el vell mercat i l'hotel del governador.

## Història
Doma és una ciutat fortificada una mica particular. Aquest tipus de ciutats solen ser fundades normalment per decisió reial, i troben el seu origen en necessitats econòmiques a vegades, o militars més sovint. En el cas de Doma, Felip l'Atrevit la va començar a construir el 1281 per tal d'oposar-se a les veleitats del rei d'Anglaterra.
El rei Felip, amb la intermediació de Simon de Melun, va recomprar doncs al senyor de Doma, Guillaume, aquest extrem del penya-segat que ocupava un emplaçament estratègic: 150 metres sobre la Dordonya constitueixen una defensa natural, segura i intimidatòria. Primera particularitat de Doma, mentre que les ciutats fortificades segueixen normalment un plànol molt geomètric (carrers rectilinis i perpendiculars), aquí, el penya-segat ha doblegat sensiblement la voluntat humana, de manera que el traçat s'adapta a la geografia del lloc.
Segon signe distintiu, Doma té dues places i, en canvi, la majoria de ciutats fortificades s'organitzen a l'entorn d'una plaça quadrada única. Aquí en tenim dues, la plaça del Mercat i la de la Roda.

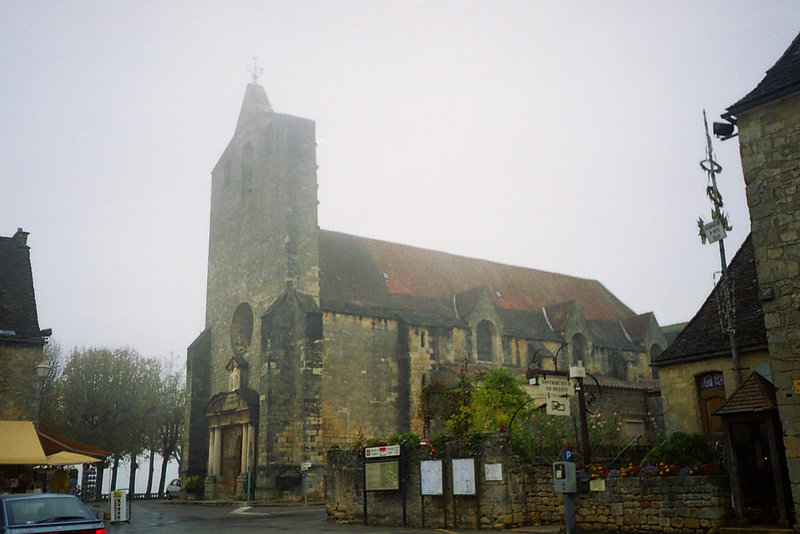
Església de Doma

Creades artificialment, les ciutats fortificades havien d'atreure població i, per això, els reis no dubtaven a concedir privilegis de tots tipus als nous habitants: exempcions d'impostos o de servei militar, dret a heretar, per exemple. Doma, a més, va obtenir el privilegi considerable d'estampar la seva pròpia moneda.
Des de llavors, Doma passa a ser un lloc cobdiciós. Malgrat el seu accés difícil, malgrat les seves muralles, la ciutat fortificada constituirà un camp de batalla durant tota la Guerra dels Cent Anys: presa una primera vegada el 1347 pels anglesos, represa l'any següent pels francesos, perduda, cedida, conquerida de nou, donada per tractat, alliberada pels seus habitants, és a dir, és impossible de relatar totes les peripècies que ha conegut aquest extrem de roca en un segle. Caldrà esperar 1437 perquè Doma torni definitivament a França.

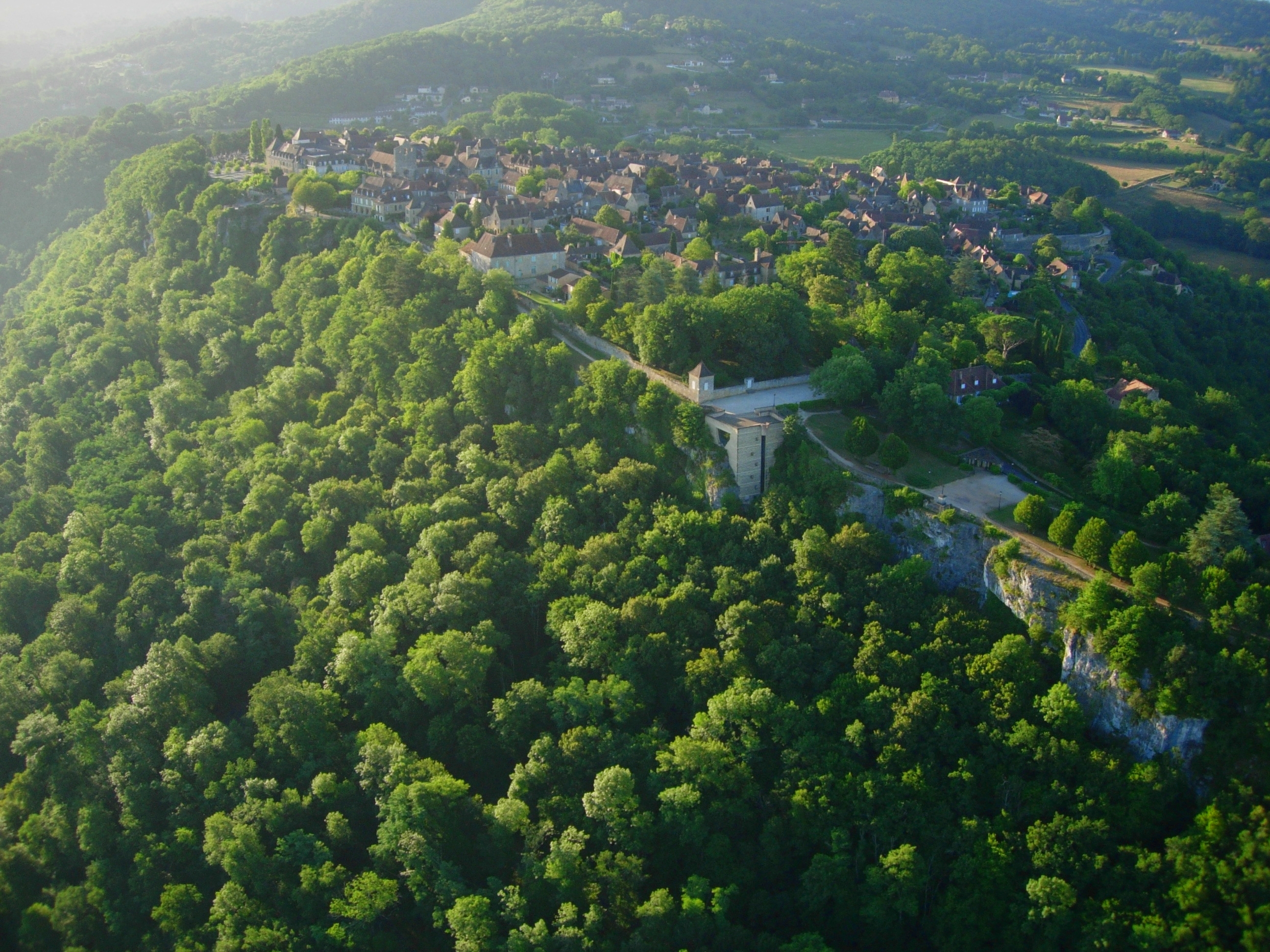
Vista d'ocell de Doma

La ciutat fortificada haurà de patir, tanmateix encara, l'atracció que exercita sobre els bel·ligerants, ja que els homes de la lliga i els hugonots se la disputaran asprament durant les guerres de religió. Geoffroy de Vivans, capità protestant del castell de Castelnaud, prendrà Doma de manera intrèpida el 1588. En lloc d'atacar de front les portes ben guardades de la ciutat, Vivans i alguns companys escalaran de nit el penya-segat de Doma i aniran a obrir les portes a les seves tropes per tal de prendre la ciutat per sorpresa. Nombrosos canvis de mans se succeïren; Geoffroy de Vivans no va capitular definitivament fins al 1592 davant els progressos dels catòlics.
La calma tornà, Doma coneix una certa prosperitat al segle xvii, però el seu aïllament, després de la Revolució, i l'abolició dels privilegis reials hi afavorí l'èxode rural. A diferència dels grans centres industrials, Doma ha travessat els segles sense sofrir gaire els estralls del temps i s'ofereix als nostres dies tal com era.
Tota la seva història es pot recordar al centre, prenent petits carrers deserts, o dirigint-se cap al molí antic o cap al vell Doma (el castell de Guillaume de Domme). Sota el mercat, es troba l'entrada al subsòl del poble: en efecte, el penya-segat protegeix grutes, avui condicionades, on s'ha trobat ossaments d'animals, exposats en el camí.

## Doma i el templers
La ciutat a penes estava acabada, que intervé involuntàriament
en la història. El 1307 permet la trobada de Doma amb els templers.
La porta de les Torres s'acabava d'edificar, i en comptes de servir de refugi al cos de guàrdia, serveix immediatament de presó dels templers. Fins a 70 persones van ser tancades a la torre. Durant la seva detenció, alguns van gravar missatges a les parets que avui encara són indesxifrables. Tota la part nord de la torre està completament gravada. Paraules, crucifixos, personatges, dates i símbols diversos componen aquests missatges. Un profund misteri els envolta.
Des de 1318, no van aparèixer més rastres dels templers. Cap d'ells sortí viu de la presó.

## Demografia
| 1962                                       | 1968 | 1975 | 1982 | 1990  | 1999 | 2007  |
| ------------------------------------------ | ---- | ---- | ---- | ----- | ---- | ----- |
| 855                                        | 876  | 891  | 910  | 1.030 | 986  | 1.019 |
| Des de 1962: població sense dobles comptes |      |      |      |       |      |       |

## Administració
| Període   | Identitat         | Partit |
| --------- | ----------------- | ------ |
| 1989-2001 | Alain Bournazel   | RPR    |
| 2001-2008 | Daniel Delpech    | PS     |
| 2008-     | Jocelyne Lagrange | PS     |